# سارة فيرغسون دوقة يورك
سارة فيرغسون (بالإنجليزية: Sarah, Duchess of York)‏ دوقة يورك أو سارة مارغريت. ولدت 15 أكتوبر 1959. هي مطلقة الأمير أندرو دوق يورك، والابن الثاني للملكة إليزابيث الثانية والأمير فيليب، دوق ادنبره. معروفة بالاسم المستعار فيرغي لها أنشطة خيرية، وكاتبة، ومنتج أفلام ومذيعة تلفزيونية.

## تعليمها
حضرت سارة مدرسة Daneshill ثم مدرسة Stratfield Turgis وبعدها دخلت إلى مدرسة Hurst Lodge بأسكوت وبعد أن أنهت كورس في كلية Queen's Secretarial College في سن الثامنة عشر ذهبت سارة للعمل في شركة علاقات عامة بلندن ثم عملت في معرض فني ومن ثم شركة نشر.

## زواجها من الأمير آندرو
في يوم 17 مارس عام 1986 أعلن الأمير أندرو خطبته على سارة فيرغسون الذي يعرفها منذ الطفولة وكانا يتقابلان أحيانا في مباريات البولو، وقد قام بتصميم خاتم الخطوبة مكون من عشر ماسات محاطة بياقوت بورمي. واختار أندرو الياقوت البورمي ليشبه لون شعرها الأحمر الناري، وبعد الحصول على إذن الملكة تزوج أندرو وسارة في كنيسة وستمنستر في 23 يوليو 1986 ومنحت الملكة الأمير أندرو لقب دوق يورك وزوجته دوقة يورك. و في 8 أغسطس 1988 أصبح الزوجان والدين للطفلة الأولى لهما الأميرة بياتريس وولدت الأميرة أوجيني إبنتهما الثانية في 23 مارس 1990.

## الأنفصال
بحلول عام 1991 كان زواجهما يعاني من مشاكل كثيرة وانفصل الثنائي، وشوهدت سارة برفقة العديد من الرجال الآخرين خلال سفر زوجها وأعلن انفصالهما في 19 مارس 1992 ولكنهما تطلقا في عام 1996، ومنذ طلاقها مازالت سارة تعيش مع بناتها وتحضر معهما بعض المناسبات الرسمية.
واتهمت الدوقة فيرغسون حماها الأمير فيليب دوق ادنبره، الذي تصفه بالمخيف، بأنه اسهم في طلاقها لأنه منع اندرو وهو ضابط في سلاح البحرية من اصطحابها معه خلال جولاته العسكرية البحرية. ويذكر ان قصر باكينغهام الملكي أصرّ عام 1992، خلال اعلان انفصال سارة وأندرو، على التأكيد ان الدوقة هي التي طلبت الطلاق، في خروج على عادات القصر بالتكتم على قضايا من هذا النوع.

## الحالة الصحية
بعد شفاءها من سرطان الثدي عام 2023 تم تشخيص حالتها في عام 2024 وتبين إصابتها سرطان الجلد حيث صرح المتحدث باسمها قوله "إنها تخضع لمزيد من الفحوص للتأكد من أن المرض في المراحل المبكرة. معنويات الدوقة لا تزال مرتفعة".

## روابط خارجية
- سارة فيرغسون دوقة يورك على موقع IMDb (الإنجليزية)
- سارة فيرغسون دوقة يورك على موقع الموسوعة البريطانية (الإنجليزية)
- سارة فيرغسون دوقة يورك على موقع مونزينجر (الألمانية)
- سارة فيرغسون دوقة يورك على موقع ميوزك برينز (الإنجليزية)
- سارة فيرغسون دوقة يورك على موقع إن إن دي بي (الإنجليزية)
- سارة فيرغسون دوقة يورك على موقع قاعدة بيانات الفيلم (الإنجليزية)